# Kunst im öffentlichen Raum in Hamburg-Eppendorf
Diese Liste von Kunst im öffentlichen Raum in Hamburg-Eppendorf enthält dauerhaft aufgestellte Kunstwerke auf dem Gebiet des Stadtteils Eppendorf der Freien und Hansestadt Hamburg, die sich im öffentlichen Raum befinden und von anerkannten Künstlern und Künstlerinnen geschaffen wurden. Viele dieser Kunstwerke sind durch das Programm Kunst am Bau (und dessen Folgeprogramme) gefördert oder mit öffentlichen Geldern angekauft worden, dies ist aber keine Voraussetzung für die Aufnahme. Ebenso mögen einige dieser Kunstwerke als Kulturdenkmal geschützt sein, aber auch das ist keine Voraussetzung für die Aufnahme in diese Liste.
Bauschmuck ist im Normalfall im Artikel über das Bauwerk darzustellen, und gehört nicht in diese Liste. Streetart kann Aufnahme in die Liste finden, wenn es zu dem konkreten Kunstwerk eine ausführliche Rezeption in der Kunstwissenschaft gibt und ein enzyklopädischer Artikel über die Streetart-Künstler oder -Künstlerin existiert oder vorstellbar wäre. Denkmäler, die an eine Person oder ein Ereignis erinnern, können in die Liste aufgenommen werden, wenn sie ob ihrer zumeist plastischen Gestaltung als Kunstwerk gelten können. Bei reinen Gedenktafeln ist das normalerweise nicht der Fall.
Basis der Zusammenstellung sind Datensätze der Hamburger Kulturbehörde von 2012 und 2018, eine Veröffentlichung der SAGA GWG von 2008, und verschiedene Veröffentlichungen von Kunsthistorikern zum Thema. Eine abschließende Liste von Literatur kann es nicht geben, jedoch ist für jeden Eintrag in die Liste ein konkreter Verweis auf eine amtliche Liste oder anerkannte Sekundärliteratur erforderlich.
Gestohlene oder zerstörte Kunstwerke, die ehemals in Hamburg-Eppendorf aufgestellt waren, sind in einer separaten Liste aufgeführt.

## Legende
- Lage: Nennt die nächstgelegene Straße und, wenn vorhanden und sinnvoll, das nächstgelegene Bauwerk (mit Hausnummer) oder das umgebende Gebiet (z. B. einen Park) und gibt nötigenfalls Hinweise zur genauen Lage. Darunter werden - wenn vorhanden - auch die Geo-Koordinaten und das Wikidata-Logo als Verweis auf das Wikidata-Objekt angegeben. Die Spalte ist nach der Adresse sortierbar.
- Künstler/in: Name des Künstlers oder der Künstlerin, die das Kunstwerk geschaffen haben, verlinkt mit dem Wikipedia-Artikel zur Person. Die Spalte ist nach dem Nachnamen sortierbar.
- Beschreibung: Kurzbeschreibung des Werks, immer zuerst: Werktitel (kursiv), dann möglichst Material, Stil, Größe, Dargestelltes, Art der Förderung
- Jahr: Jahr der Fertigstellung des Kunstwerkes, wenn unbekannt dann das Jahr der Aufstellung. Hier kann nur ein einziges Jahr angegeben werden, kein Zeitraum. Weitere zeitliche Details zur Schaffung des Kunstwerkes (von–bis) können in der Beschreibung angegeben werden.
- Quelle: Kulturbehörde, SAGA, Literatur, jeweils mit Fußnote. Diese Angabe ist für eine Aufnahme in die Liste verpflichtend.
- Bild: Bild des Kunstwerks, mit Link auf Commons-Kategorie wenn vorhanden

Hinweis: Die Grundsortierung der Liste erfolgt nach der Adresse. Die Liste ist alternativ nach Künstler, Werktitel, Datierung oder Quelle sortierbar.

## Liste
| Lage | Künstler                                                | Beschreibung | Jahr        | Quelle        | Bild |  |
| --- | ------------------------------------------------------- | --- | ----------- | ------------- | --- |  |
| Anscharhöhe | Rudl Endriß                                             | Philosophenstein Gevierteilter Granit-Findling mit Inschriften an den Bruchflächen                                                      |             |               | weitere Bilder |  |
| Anscharhöhe | Rudl Endriß                                             | Wortstein Granitquader mit Inschriften                                                                                                  | 1997        |               | weitere Bilder |  |
| Anscharhöhe | Jan Koblasa                                             | Sieben Steine Sieben Steinskulpturen |             |               | weitere Bilder |  |
| Eppendorfer Baum Brücke (Lage) | Richard Haizmann                                        | Fisch-Geländer vermutlich Bezirks-Auftrag                                                                                               | 1927        | Kulturbehörde | weitere Bilder |  |
| Eppendorfer Landstraße ca. Haus N. 57–59 (damals Verwaltungs-Neubau) (Lage)                                                       | Knud Knabe                                              | Gestaltung der Eingangszone (2-teilig) KaB                                                                                              | 1978        | Kulturbehörde | |  |
| Eppendorfer Landstraße nahe Eppendorfer Markt in Grünanlage, Höhe ca. HNr. 83 (Lage)                                              | Ernst Nönnecke                                          | Trauernde Mutter vermutlich Bezirks-Direkterwerb, Opferdenkmal                                                                          | 1993        | Kulturbehörde | weitere Bilder |  |
| Eppendorfer Marktplatz Grüne Ecke mit Friedenseiche (Lage)                                                                        | Hans-Joachim Frielinghaus                               | Borchert-Tafel vermutlich Bezirks-Direktaufrag, bürgerliche Denkmalkultur                                                               | 1984        | Kulturbehörde | |  |
| Geschwister-Scholl-Straße Erikastraße (Lage)                                                                                      | Gerd Stange                                             | Verhörzelle KiöR, Opferdenkmal | 1990        | Kulturbehörde | |  |
| Heilwigstraße Seelemann-Park (Lage)                                                                                               | Peter von Woedtke                                       | Heinicke-Denkmal Kunst im Stadtbild bis 1950, bürgerliche Denkmalkultur                                                                 | 1894        | Kulturbehörde | weitere Bilder |  |
| Kellinghusen-Park (Lage) | Kurt Bauer                                              | Luchs Bezirk-Parkkunst, Zugang unbekannt                                                                                                | 1953        | Kulturbehörde | weitere Bilder |  |
| Kümmellstraße 7 Bezirksamt Nord, Foyer (Lage)                                                                                     | Franz Vollert                                           | Gedenktafel „Nie wieder Faschismus“ vermutlich Direkterwerb Bezirk, Opferdenkmal                                                        | 1984        | Kulturbehörde | |  |
| Kümmelstraße 5 Bezirksamt Nord, in Grünrabatte an Straße (Lage)                                                                   | Hans Martin Ruwoldt                                     | Sich Erhebende Bronzeskulptur einer Frau, die sich aus der ruhenden Position aufrichtet. Ankauf im Rahmen des Programms „Kunst am Bau“. | 1958–1961   | Kulturbehörde | weitere Bilder |  |
| Kümmelstraße 7 Bezirksamt Nord, Sitzungssaal (Lage)                                                                               | Arnold Fiedler                                          | Wandgestaltung KaB | 1958        | Kulturbehörde | weitere Bilder |  |
| Kümmelstraße 7 Bezirksamt Nord, Foyer (Lage)                                                                                      | Richard Steffen                                         | 2 Wandbilder (Vier Mädchen und Ruderer) und 2 Wappen (wo?) KaB                                                                          | 1953        | Kulturbehörde | weitere Bilder |  |
| Lenhartzstraße 28 Kundenzentrum Bezirksamt Hamburg-Nord, Innenhof (Lage)                                                          | Ruth Godbersen                                          | Freie Form Abstrakte Bronzeskulptur, Ankauf im Rahmen des Programms „Kunst am Bau“ für die damalige Öffentliche Bücherhalle Eppendorf.  | 1964        | Kulturbehörde | weitere Bilder |  |
| Martinistraße 44–46 Bethanien-Krankenhaus, Kapelle (Lage)                                                                         | Erich Hartmann                                          | ohne Titel Sgraffito und Glasfenster | 1959        | Diss.         | Bild gesucht Die Wikipedia wünscht sich an dieser Stelle ein Bild vom Ort mit diesen Koordinaten 53.591665 9.981455 . Motiv: Martinistraße 44–46 Falls du dabei helfen möchtest, erklärt die Anleitung , wie das geht. BW |  |
| Martinistraße 52 UKE, W29, Erika-Haus, Gartenbereich (Lage)                                                                       | Albert Küppers, Neufassung von Adolf Friedrich Holstein | Büste Max Schede Kunst im Stadtbild bis 1950, bürgerliche Denkmalkultur                                                                 | 1904 / 2007 | Kulturbehörde | weitere Bilder |  |
| Martinistraße 52 UKE, Wandelgang, W29, Erika-Haus, ehemals Frauenklinik, Hörsaal (Lage)                                           | Gustav Seitz                                            | Büste Hans Schubert vermutlich Direkterwerb UKE, bürgerliche Denkmalkultur                                                              | 1967        | Kulturbehörde | Bild gesucht Die Wikipedia wünscht sich an dieser Stelle ein Bild vom Ort mit diesen Koordinaten 53.5901 9.97157 . Motiv: Martinistraße 52 Falls du dabei helfen möchtest, erklärt die Anleitung , wie das geht. BW       |  |
| Martinistraße 52 UKE, W40, Augenklinik, großer Eingangsbereich (Lage)                                                             | Almir Mavignier                                         | Zwei konzentrische Quadrate KaB | 1973        | Kulturbehörde | Bild gesucht Die Wikipedia wünscht sich an dieser Stelle ein Bild vom Ort mit diesen Koordinaten 53.58812 9.97118 . Motiv: Martinistraße 52 Falls du dabei helfen möchtest, erklärt die Anleitung , wie das geht. BW      |  |
| Martinistraße 52 UKE, W34, ex-Augenklinik, jetzt Institut für Systemische Neurowissenschaften, vor Eingang (Lage)                 | Kurt Bauer                                              | Bärengruppe KaB, nicht in KB-Listen | 1959        | Kulturbehörde | weitere Bilder |  |
| Martinistraße 52 UKE, W29, Erika-Haus, zuletzt Wandelgang, jetzt eingelagert (Lage)                                               | Hans Martin Ruwoldt                                     | Büste Prof. Dr. Max Nonne Zugang unklar, nicht in KB-Listen                                                                             | 1951        | Kulturbehörde | Bild gesucht Die Wikipedia wünscht sich an dieser Stelle ein Bild vom Ort mit diesen Koordinaten 53.5901 9.97157 . Motiv: Martinistraße 52 Falls du dabei helfen möchtest, erklärt die Anleitung , wie das geht. BW       |  |
| Martinistraße 52 UKE, W29, Erika-Haus, Windfang (Lage)                                                                            | Ursula Querner                                          | Zwei Kronenkraniche Hinweis Runge: ex-Stereotaxie nicht in KB-Listen Kü von Tochter Dorothea Wallner bestätigt                          | 1955        | Kulturbehörde | |  |
| Martinistraße 52 UKE, W29, Erika-Haus, Gartenbereich (Lage)                                                                       | Max Lange                                               | Büste Hermann Lenhartz Kunst im Stadtbild bis 1950, bürgerliche Denkmalkultur                                                           | 1914        | Kulturbehörde | weitere Bilder |  |
| Martinistraße 52 UKE, W29, Erika-Haus, Gartenbereich (Lage)                                                                       | Barbara Haeger                                          | Liegende KaB | 1964        | Kulturbehörde | weitere Bilder |  |
| Martinistraße 52 UKE, W29, Erika-Haus, Gartenbereich (Lage)                                                                       | Gustav Seitz                                            | „Große Danae“ KaB | 1967–1968   | Kulturbehörde | weitere Bilder |  |
| Martinistraße 52 UKE, W29, Erika-Haus, Gartenbereich (Lage)                                                                       | Karl August Ohrt                                        | Sitzender Knabe KaB, ehemals HNO-Klinik, Innenhof                                                                                       | 1956        | Kulturbehörde | weitere Bilder |  |
| Martinistraße 52 UKE, O10, Neues Klinikum, Dienstzimmer Klinikleiter Prof. Dr. Jakob R. Izbicki (Lage)                            | Gustav Seitz                                            | Büste Albert Lezius vermutlich Direkterwerb UKE, bürgerliche Denkmalkultur                                                              | 1967        | Kulturbehörde | Bild gesucht Die Wikipedia wünscht sich an dieser Stelle ein Bild vom Ort mit diesen Koordinaten 53.58991 9.97539 . Motiv: Martinistraße 52 Falls du dabei helfen möchtest, erklärt die Anleitung , wie das geht. BW      |  |
| Martinistraße 52 UKE, O45, ex-Orthopädische Klinik, wird Teil neuer Kinderklinik, Haupteingang (Lage)                             | Kurt Bauer                                              | 2 Reliefs (gestützte Eiche, ballspielendes Mädchen) KaB                                                                                 | 1950        | Kulturbehörde | Bild gesucht Die Wikipedia wünscht sich an dieser Stelle ein Bild vom Ort mit diesen Koordinaten 53.59118 9.97923 . Motiv: Martinistraße 52 Falls du dabei helfen möchtest, erklärt die Anleitung , wie das geht. BW      |  |
| Martinistraße 52 UKE, O35, ex-Schwesternwohnheim, heute bei Pflegedirektion der Schwesternschule (Lage)                           | Tatiana Ahlers-Hestermann                               | Wandteppich KaB | 1964        | Kulturbehörde | Bild gesucht Die Wikipedia wünscht sich an dieser Stelle ein Bild vom Ort mit diesen Koordinaten 53.59066 9.97799 . Motiv: Martinistraße 52 Falls du dabei helfen möchtest, erklärt die Anleitung , wie das geht. BW      |  |
| Martinistraße 52 UKE, N61, Institut für Anatomie und Experimentelle Morphologie, Treppenhaus, 1. OG (Lage)                        | Diether Kressel                                         | Ein Mensch in Beziehung zur Erdgebundenheit und Freiheit – anatomisch dargestellt KaB                                                   | 1957        | Kulturbehörde | Bild gesucht Die Wikipedia wünscht sich an dieser Stelle ein Bild vom Ort mit diesen Koordinaten 53.59256 9.97291 . Motiv: Martinistraße 52 Falls du dabei helfen möchtest, erklärt die Anleitung , wie das geht. BW      |  |
| Martinistraße 52 UKE, N61, Institut für Anatomie und Experimentelle Morphologie, 1. OG Seminarraum (Lage)                         | Alfred Klosowski                                        | Diskussion nicht in KB-Liste | 1958        | Kulturbehörde | Bild gesucht Die Wikipedia wünscht sich an dieser Stelle ein Bild vom Ort mit diesen Koordinaten 53.59256 9.97291 . Motiv: Martinistraße 52 Falls du dabei helfen möchtest, erklärt die Anleitung , wie das geht. BW      |  |
| Martinistraße 52 UKE, N30, Institut für Geschichte und Ethik der Medizin, an Treppeneingang (Lage)                                | Adolf Friedrich Holstein                                | Büste Fritz Schumacher Selbstauftrag, bürgerliche Denkmalkultur                                                                         | 2008        | Kulturbehörde | weitere Bilder |  |
| Martinistraße 52 UKE, N21, Klinik und Poliklinik für Pädiatrische Hämatologie und Onkologie, Archivraum hinter Anmeldung (Lage)   | unbekannt (Frau Rendel?)                                | Spendenbild Arche Tier-Relief vermutlich Direktauftrag                                                                                  | 1980–1985   | Kulturbehörde | Bild gesucht Die Wikipedia wünscht sich an dieser Stelle ein Bild vom Ort mit diesen Koordinaten 53.59195 9.97407 . Motiv: Martinistraße 52 Falls du dabei helfen möchtest, erklärt die Anleitung , wie das geht. BW      |  |
| Martinistraße 52 UKE, N20, Kinderklinik, Gartenanlage (Lage)                                                                      | Henrik Böhlig                                           | Mädchen mit Hund KaB | 1960        | Kulturbehörde | weitere Bilder |  |
| Martinistraße 52 UKE, W29, Erika-Haus, Gartenbereich (Lage)                                                                       | Barbara Haeger                                          | Stehende KaB | 1958        | Kulturbehörde | weitere Bilder |  |
| Martinistraße 52 UKE, W26, von ex-MRC Klinik (O24), Eingang Radiologie, jetzt vor, Zentrum für Psychosoziale Medizin (W26) (Lage) | Gerhard Brandes                                         | „Phoenix“ KaB | 1964–1965   | Kulturbehörde | weitere Bilder |  |
| Nonnenstieg 27 Isestraße ==> Harvestehude (Lage)                                                                                  | Lawrence Weiner                                         | To the Lake … Gedicht auf Hauswand, (Haus von Michael und Susanne Liebelt / Liebelt-Stiftung)                                           | 2004?       | Kulturbehörde | weitere Bilder |  |
| Robert-Koch-Straße 15 Grundschule St. Nikolai, Schulhof (Lage)                                                                    | Werner Reichhold                                        | Vier Jahreszeiten Betonplatte mit vier Aussparungen mit Allegorien der Jahreszeiten. Ankauf im Programm "Kunst am Bau"                  | 1957        | Kulturbehörde | weitere Bilder |  |
| Schottmüllerstraße 1 Spielplatz (Lage)                                                                                            | Seff Weidl                                              | Tier-Skulptur SAGATitel ist (laut Plakette) Tier-Skulptur                                                                               | 1960        | Kulturbehörde | weitere Bilder |  |
| Tarpenbekstraße 68 Ecke Ernst-Thälmann-Platz, Luftschutzbunker (Lage)                                                             | Gerd Stange und Michael Batz                            | Rhythmische Babylonische Wasserskulptur KiöR, Opferdenkmal                                                                              | 1996        | Kulturbehörde | weitere Bilder |  |
| Tarpenbekstraße 68 Ecke Ernst-Thälmann-Platz, Luftschutzbunker (Lage)                                                             | Gerd Stange und Michael Batz                            | Subbühne – ein anderes Mahnmal für Wolfgang Borchert KiöR, Opferdenkmal                                                                 | 1995        | Kulturbehörde | weitere Bilder |  |